# Computador de placa única

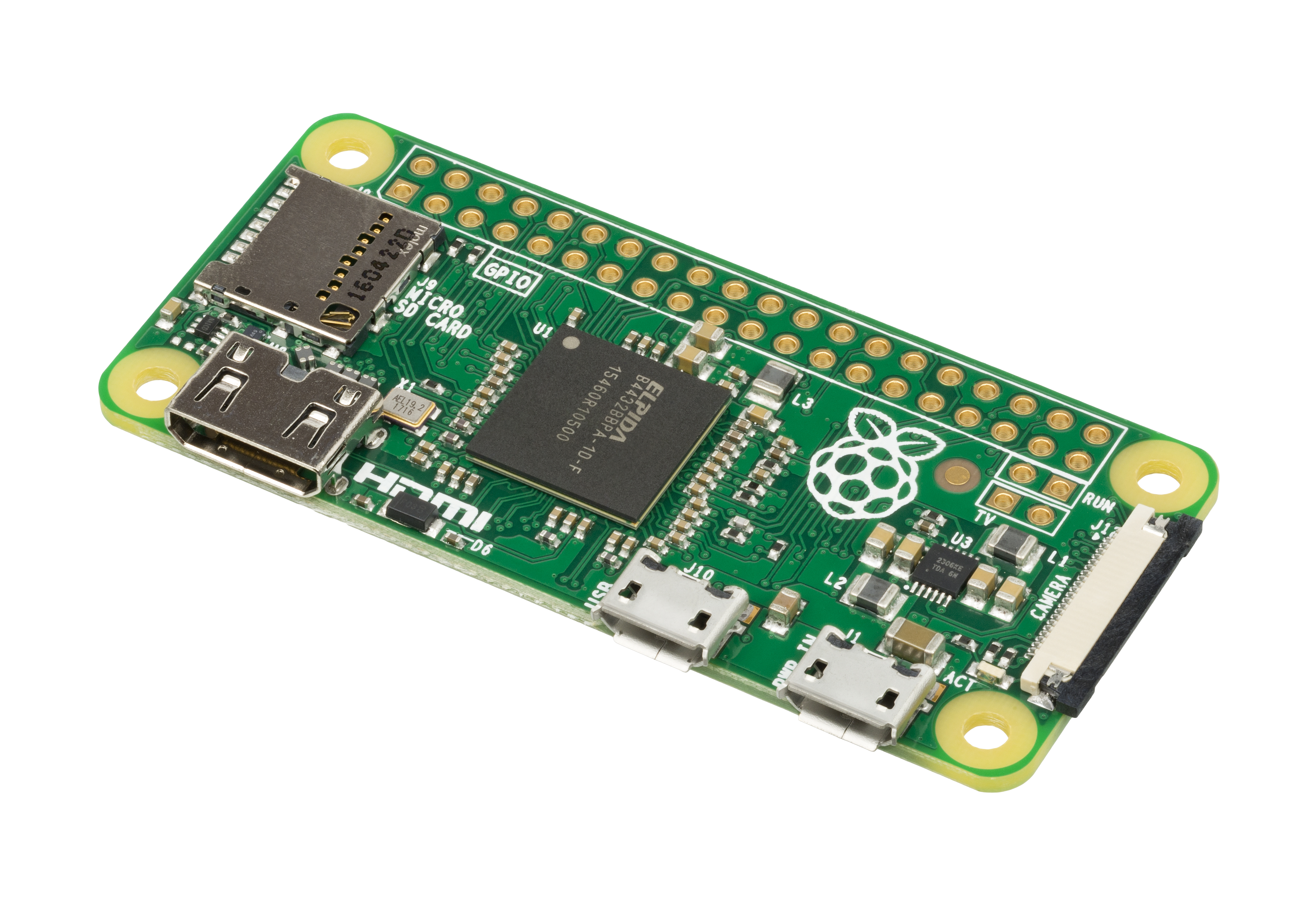
Raspberry Pi Zero, exemplo de computador de placa única.

Na informática, o computador de placa única (do inglês: single-board computer, abreviado SBC), computador monoplaca, ou placa de desenvolvimento, é um sistema computacional completo onde todos os componentes electrónicos necessários para o seu funcionamento estão situados em uma única placa de circuito impresso (componentes integrados), que permite aos usuários criar objetos eletrônicos interativos e independentes. É uma plataforma programável de prototipagem eletrônica (para testes e projetos eletrônicos). Produto introduzido no mercado em 2012, são geralmente usados em sistemas de controle, alarmes, sistemas de medidas, entre outros.

## Modelos
- OLinuXino A20 Micro: computador da Olimex, com processador Cortex-A7 A20 dual-core de 1GHz; memória RAM de 1Gb DDR3 e; GPU Mali-400 de 1 Gb.[5][6] Possui o sistema Android pré-carregado e suporta drive flash de 4Gb.[5] Conexões: duas USB; Ethernet 100 Mb; Gpio x160;[6] saída de vídeo fullHD.[5]
- Arduíno TRE: um computador popular, com microcontrolador Atmel ATmega; processador de 1 GHz Ti Sitara AM335x; memória RAM de 512 Mb.[1]
- Arduino Nano 33 IoT: com processador ARM Cortex-M0 + SAMD21 32bits 48 MHz; USB; Wi-Fi 802.11b/g/n de 2.4 GHz; Bluetooth v4.2 LE; chip NINA W102 ESP32.[7]
- Banana Pi: o clone do computador Raspberry Pi modelo B, com processador A10 de 1 GHz, 1 Gb de memória RAM DDR3 e, GPU Mali-400. Tem suporte a SATA e porta micro-USB.[1]
- Banana Pi Pro: versão mais avançada com processador A20, 1Gb de memória RAM DDR3 e, GPU Mali-400.[1] Com conectores de 40 pinos, suporte a cartões flash microSD, módulo WiFi, porta micro-USB OTG.[1]
- Compact3566: com processador Rockchip RK3566 quad-core Cortex-A55 64-bit de 1.8GHz; memória 2GB/4GB/8GB LPDDR4 ou LPDDR4X, e; GPU ARM G52 2EE com NPU 1TOPS.[8] Armazenamento através do leitor de cartão eMMC 128GB; slot Micro SD; interface PCIe 2.0 socket NVMe SSD M.2.[8] Conexões: Conectividade: wifi 802.11 a/b/g/n/ac 2.4GHz/5GHz; Bluetooth 4.2; Ethernet; HDMI2.0; MIPI DSI/LVDS display-port; MIPI CSI camera-port; 3 portas USB (1x USB2.0 OTG USB-AF, 2x USB2.0 Host, 1x USB 3.0); Extended 40-pin GPIO.[8] Suporta os sistemas: Android 12; Debian 11; Buildroot.[8]
- Creator CI20: computador da Imagination Technologies, suporta sistemas Android 4.4 e Debian 7.[1] Com processador Igenic JZ4780 de 1.2 GHz, 1 Gb de memória DDR3 RAM e, GPU PowerVR SGX540. Com módulo WiFi, Bluetooth, HDMI, câmera e outras periféricos de E/S.[1]
- Cutieboard 2: com processador A20; memória RAM de 1 Gb, e; GPU Mali-400.[5] Com unidade de armazenamento flash NAND; suporte para SATA e cartão microSD, suporte ao Android e Linux.[5] Conexões: Ehternet; HDMI, e; duas USB.[5]
- Gizmo 2: com processador AMD G-series GX210HA de 1 GHz; memória DDR3 SDRAM de 1 Ghz.[1] Conexões: HDMI, microSD, mSATA e USB 3.0.[1] Suporta sistema Linux, Windows e, Minoca OS.[1]
- HummingBoard: com vários módulos MicroSOM. Com processador Freescale i.MX6 Dual e, memória de 512 MB ou 1 Gb.[1]
- Khadas VIM4: da empresa Shenzhen Wesion Technology com microcontrolador Amlogic A311D2 SoC (com 3.2 Tops NPU.[9][10][11] Especificações: processador octa-core ARM Cortex, 1 Cortex A73 quad-core de 2,2 GHz e 1 Cortex A53 de 2 GHz (32-bit STM32G031K6); memória RAM LPDDR4x de 8 GB com 2016 MHz, e; GPU Mali-G52 MP8 (8EE) com 800 MHz.[10][12] Um leito de cartão eMMC 5.1 de 32 GB (melhor desempenho que cartão microSD).[12] Conexões: GPIO de 40 pinos; alimentação por USB tipo-C; duas USB tipo-A;[10] interface PCI 2.0/M2X para SSD M.2 2280;[10][11] multi-video decoder; HDMI 4K @60fps; WiFi, 6 e; Bluetooth 5.1;[13] Suporta os sistemas Android 11, Ubuntu 22.04 e, kernel Linux principal.[10]
- Odroid-C1:  suporta Android e Ubuntu. Com processador Amlogic S805 de 1.5 GHz, memória RAM DDR3 de 1GB e, GPU Mali-450.[1] Com entrada semelhante ao conector de 40 pinos do Raspberry Pi. Entrada de cartões microSD e eMMC, portas HDMI, Ehternet e, USB.[1]
- Odroid-U3: fabricado pela HardKernel. Com processador Samsung Exynos 4412 Prime de 1.7 GHz (igual ao Odroid-U2 e Odroid-X2), memória RAM do tipo SDRAM DDR2 de 2GB e, GPU Mali-400.[1] Entrada microSD e eMMC.[1] Portas micro-HDMI, Ehternet e, USB. Suporta os sistemas Linux e Android 4.4.[1]
- Parallela: para pesquisa em computação paralela.[1] Com processador Xiling Zynq 7020 SoC, memória DDR3 RAM de 1GB.[1] Com entrada microSD, Ethernet, micro-HDMI e, duas USB. Com conector de 60 pinos para as extensões Epiphany e FPGA.[1]
- Radxa Rock: suporta rodar Android e Linux. Há 2 modelos baseados na quantidade de memória pretendida.[1] Ambos com processador Rockchip RK3188 de 1.6 GHZ, memória DDR3 RAM de 2GB.[1] Com módulo WiFi, Bluetooth, HDMI, Ethernet, USB e, portas S/PDIF.[1]
- Raspberry Pi B+: atualização do modelo B, equipado com processaddor Broadcom BCM2835 de 700 MHz; memória RAM de 512MB, e; GPU Broadcom VideoCore IV.[1] Com conector de 40 pinos GPIO e, 4 portas USB. Um slot microSD.[1]
- Raspberry Pi-3 model B+: equipado com Broadcom BCM2837B0 de 1.4 Ghz; processador Cortex-A53 (ARMv8) 64-bit quad-core com 1.4 GHz; memória RAM de 1GB LPDDR2 (900 MHz) GPU VideoCore IV.[8] Armazenamento através da entrada micro-SD.[8] Conexões: wifi 802.11 b/g/n/ac 2.4GHz/5.0GHz; bluetooth 4.2 (BLE); Ethernet; HDMI1.3; 4 portas USB 2.0; GPIO 40 pinos (5V DC); micro-USB (5V/2.5A DC); saída stereo.[8] Suporta o sistema: Raspios.[8]
- Raspberry Pi 5: com processador Broadcom BCM2712 2.4 GHz quad-core de 64-bit ARM Cortex-A76 (512 KB no núcleo L2, 2 MB no L3); memória RAM LPDDR4X-4267 SDRAM, e; GPU VideoCore VII com suporte ao OpenGL ES 3.1 e Vulkan 1.2.[14] Com entrada para cartão microSD com suporte ao modo SDR104.[14] Conexões: duas 4Kp60 HDMI; Decoder 4Kp60 HEVC; módulo wifi Dual-band 802.11ac; Bluetooth 5.0; 4 portas USB (duas 3.0 com operações de 5 Gbps simultâneas + 2 portas USB 2.0); Ethernet com suporte PoE+ (requer PoE+ HAT separado); dois transmissores para displays/câmeras com MIPI de 4-camadas; interface PCIe 2.0 x1 para periféricos velozes; conector 40-pin GPIO.[14]
- ROCK Pi X: com processador quad-core Intel Cherry Trail Z8300 64-bits; memória RAM dual channel 1866Mb/s LPDDR3.[15] Conexões: 4K @ 30 HDMI, MIPI DSI, eDP, MIPI CSI, conector 3,5 mm com microfone, wifi 802.11 ac; bluetooth 4.2; porta USB, Ethernet, header de 40 pinos, RTC.[15] Suporta alimentação USB PD e QC. Em dois modelos: A e B, com opções de memória RAM de 1 GB, 2 GB ou 4 GB.[15]
- ROCK 5 Model B: microcomputador da empresa Okdo, com Rockchip RK3588 SoC;[16] memória RAM de 8 GB.[17] Conexões: 2x MIPI-CSI; DSI, HOST, M.2, OTG, GPIO de 40 pinos; 3 portas HDMI (1x HDMI 1 com 4K/60 FPS, 2x HDMI 2.1 com 8K/60 FPS); 4 portas USB (1x USB tipo-C, 2x USB 2.0 tipo-A e, 2x USB 3.0 tipo-A); DisplayPort Alt-Mode - 8K/30 FPS.[16][17] Sistemas suportados: Android; ARM Architecture; Debian; Linux. Resolução do vídeo de 8Kp60.[17]

- Warpboard: fabricado pela Freescale, roda Android e Linux.[1] Com processador Freescale i.MX6 SoloLite de 1 GHz. Com leitor de cartão KL16 e, dois módulos sensores Freescale Xtrinsic.[1]
- Orange Pi 5 Max: um computador para competir com o Raspberry Pi 5 e realizar tarefas de inteligência artificial.[18] Com processador octacore ARM Rockchip RK3588; memória RAM DDR5 de 16 GB, e; GPU Mali G610 com NPU de seis TOPS (teraflops de operações por segundo).[18] Com conector M.2  para uso do SSD e suporte ao módulo de armazenamento eMMC de 256 GB.[18] Conexões: 4 portas USB (duas 3.1 + duas 2.0); Ethernet; duas HDMI (múltiplos monitores e mídia center); saída de áudio e, conector USB-C.[18] A alimentação da energia é através da fonte de alimentação com conector USB-C, que suporta 5.1V e 5A.[18]